# Nancy Peña
Nancy Peña née le 13 août 1979 à Toulouse, France, est une auteure de bande dessinée française et illustratrice pour la jeunesse. Elle illustre de nombreux romans jeunesse.   

## Biographie
Originaire de Toulouse, elle y a étudié le dessin notamment au cours de Catherine Escudié.
Elle a intégré l'École normale supérieure de Cachan où elle a obtenu une agrégation en arts appliqués en 2003. Elle a enseigné quelques années avant de se consacrer uniquement au dessin.
Ses influences viennent de différents arts, dont en matière de bande-dessinée Will Eisner ou en gravure Rembrandt ou Calot.
Installée à Besançon depuis 2004, elle est auteure de plusieurs séries bande-dessinée, dont Le Chat du kimono chez La boîte à bulles, distinguée par une sélection au festival d'Angoulême.
Avec la latiniste Blandine Le Callet au scénario, elle dédie une série en 4 tomes à une relecture profonde du personnage mythologique de Médée,. La série en 4 tomes rencontre un succès critique,,, notamment citée comme l'une des 100 BD du siècle au Festival international de la bande dessinée d'Angoulême. La série est rassemblée sous forme d'intégrale en 2021.
Nancy Peña est également l'auteure d'une série "Madame", diffusée par la matinale du site web du journal Le Monde et publiée par son éditeur historique La Boite à Bulles, avec un 4e volume sorti à l'été 2022.
Dans les nombreuses publications jeunesse illustrées par elle, Les Guerriers de glace (Nathan) de Estelle Faye reçoit le Prix Imaginales au festival du livre d'Epinal 2019.

## Publications

### Bande-dessinée
- Le Cabinet chinois, La boîte à bulles, coll. « Contre-jour », 2003[16]
- La Guilde de la mer, La boîte à bulles, coll. « Clef des Champs »

1. Au point de devant, avec Gally et Jean-Marie Jourdane à la couleur, 2006
2. Au point d'entre-deux, avec Maëla Cosson à la couleur, 2007

- Mamohtobo (scénario), avec Gabriel Schemoul (dessins et couleurs), Gallimard, coll. « Bayou », 2009
- Nancy Peña, art-book, Éditions Charrette, coll. « 12 x 16 », 2011
- Les Nouvelles aventures du chat botté, 6 pieds sous terre, coll. « Lépidoptère »

1. La montagne en marche, 2006
2. Le Basilic, 2007
3. Mortefauche, 2012
4. Intégrale, 2015

- Le Chat du kimono, La boîte à bulles, coll. « Contre-jour »

1. Le Chat du kimono, 2007, réédition juin 2020 [17],[18]
2. Tea Party, avec Drac (couleurs), 2008
3. It is not a piece of cake, 2011
4. Le goût du Japon, 2023
5. (Hors-série) Les Carnets du kimono - recueil de dessins, 2011

- Médée, (avec Blandine Le Callet au scénario), Casterman

1. L'Ombre d'Hécate, 2013
2. Le Couteau dans la plaie, 2015
3. L'épouse barbare, 2016
4. La Chair et le Sang, 2019
5. Intégrale, 2021

- Madame, La boîte à bulles

1. L'Année du chat, 2015
2. Un temps de chien, 2016
3. Grand Reporter, 2018
4. Bébé à bord, 2022

### Livres jeunesse
- Oh Pénélope
- Jimbal des îles, de Klaus Kordon, Bayard Jeunesse, coll. « Estampillette », 2009
- The And, de Angil and the hiddentracks, We are unique records, livret réalisé avec Guillaume Long, 2010.
- La princesse Cornélia veut aller à l'école, de Nathalie Dargent, Milan Jeunesse, coll. « Albums Milan », 2010
- Un cirque dans une petite boîte, de Dina Sabitova, Bayard Jeunesse, coll. « Estampillette », 2010
- Le Bestiaire de l'Olympe de Anne Jonas, éditions Milan, 2011
- Quelle épique époque opaque ! d'Anne Pouget, Casterman, 2013[19]
- Wilma Tenderfoot de Emma Kennedy, quatre tomes, éditions Casterman, 2012 à 2014
- Les Saisons du Japon, coloriages zen et haïkus, Éditions Issekinicho, 2015
- Oh Pénélope de Moka, huit tomes, éditions Playbac, 2015 à 2019
- La barbe de mer, éditions Scutella, 2017
- Les Guerriers de glace, éditions (Nathan), avec Estelle Faye, 2017

### Participations
- Tribute to Popeye, Éditions Charrette, coll. « 12 x 16 », 2010
- Axolot T.1, scénario de Patrick Baud, segment Le faiseur de chimères et le vrai Frankenstein avec Yannick Lejeune, Delcourt, 2014[20]
- Métal Hurlant : Spécial Chats, Zannen !, avril 2024

## Distinctions
- 2008 : Prix lycéen de la BD de Midi-Pyrénées : prix du scénario pour Le Chat du kimono[réf. nécessaire]
- 2019 : Prix Imaginales du livre jeunesse au festival du livre d'Epinal 2019 pour Les Guerriers de Glace